# Magdalena Fernández
Magdalena Fernández Arriaga (Caracas, 11 de agosto de 1964) es una artista venezolana. 

## Estudios
Realizó estudios de artes gráficas en la Universidad de Boston (Massachusetts, Estados Unidos, 1982-1984), y posteriormente de física y matemática en la Universidad Católica Andrés Bello.
En 1985 ingresa al Instituto Neumann de donde egresa en 1989. En 1990 viaja a Italia, donde hace un curso de Inkscape and Graphic Design en el estudio del artista minimalista A.G. Fronzoni (Milán, Italia). Desde sus inicios, su trabajo ha estado vinculado a la tradición abstracto-constructivista, que la distingue de la mayoría de sus contemporáneos. 
Sus primeras piezas, realizadas hacia 1992, consistían en pequeños marcos cuadrados —entre 20 y 50 cm en su mayoría—, donde construía juegos de formas, empleando materiales transparentes como metacrilato, nailon y poliéster. Si bien estos trabajos, fueron pensados como estudios para la realización de telas, no pueden considerarse meros ejercicios, ya que el dominio del espacio reticular, el feliz juego de transparencias, aunado a su impecable factura, hacen de cada una de ellas verdaderas obras de arte. En este mismo año participará en el Salón Pirelli, y realizará su primera individual en Venezuela; en ambas muestras, las instalaciones o Estructuras, tienen como elemento protagonista la línea, bien recta y fraccionada en puntos equidistantes, realizada con el empleo de numerosas esferas negras de goma; bien curva y sinuosa, realizada con láminas transparentes. En cualquiera de los casos, las atmósferas alcanzadas por la artista son de sobria pureza y, sin embargo, envolventes y mágicas. Para 1994, realiza una serie de trabajos caracterizados por estar asentados al piso; no ambientes etéreos y flotantes sino estructuras mórbidas y vibrantes, realizadas con delgadas barras de acero inoxidable. Algunas de estas obras recuerdan las estructuras flexibles del italiano Bruno Munari; sin embargo, la intención de la artista, va más allá de invitar al espectador a manipular la obra: Magdalena Fernández hace que el sujeto penetre sus volúmenes y ocupe el espacio sugerido por las líneas.
A partir de 1995, la artista vuelve una vez más a intervenir los espacios con puntos y líneas aéreas, experimentando con los más diversos materiales. En 1996 realiza una serie de "tejidos" con el empleo de materiales elásticos. De este grupo cabe destacar la obra realizada en los jardines del MAO en el marco de la colectiva "Alegorías al jardín de las delicias", donde por primera vez interviene la naturaleza; se trata de un tejido, hecho con mangueras transparentes cuyo soporte son tres árboles. Con esta pieza la artista demuestra que su sensible maestría era capaz de superar las geometrías virtuales que parecían ser el fundamento de sus obras. En 1997 presentó, en el Museo Soto, su segunda individual y sin duda su propuesta más ambiciosa, en la que realizó una enorme instalación con tubos de diversas dimensiones cubiertos interiormente con un transmisor y difusor de luz, atados unos a otros. En esa ocasión minimizó las referencias físicas del ambiente, oscureciendo la sala. Ha participado en las siguientes exposiciones colectivas: "La invención de la continuidad" (GAN, 1997) con su instalación 1i997 (PVC y madera pintada); "Dimensiones variables" (GAN, 2000) y "Utópolis. La ciudad 2001" (GAN, 2001). En 1998, su obra 8i998 (aluminio y acero) recibió el Premio Arturo Michelena. De su trabajo ha escrito Juan Carlos López Quintero: "todas sus propuestas, que podríamos definir como un minucioso examinar de la dinámica de los cuerpos simples en el espacio, me lleva a comparar su obra con la paciente labor de los místicos pitagóricos, en su afanosa búsqueda del arché o esencia del cognoscible cosmos. Quizá por esto, me atrevería a decir, que la invitación implícita que anima la mayoría de sus trabajos, más allá de la simple observación, manipulación o experiencia concreta, nos induce a la contemplación del figurarse y transfigurarse de lo intangible. Sus estructuras hacen visible la frágil armonía adyacente a la mirada" (1997). En la actualidad, busca la creación de atmósferas visuales a través del empleo directo de elementos naturales: agua, luz, fuego, combinándolos con nuevas tecnologías (audiovisuales, fibras ópticas, etc.). La GAN posee de esta artista la pieza 4i994, instalación realizada a partir de barras y piezas en acero inoxidable y hierro.

## Obra

### Exposiciones Individuales
- 1991 "Aspettando la parábola", Comune di Castiglione delle Stiviere, Italia
- 1993 "Estructuras", Sala Mendoza
- 1996 "1i996", Galería Verifica 8+1, Venecia y Mestre, Italia
- 1997 "2i997", Museo Soto
- 1998 "Aires", Sala Mendoza
- 2000 "Líneas", Galería Pedro Cera, Lisboa / "4i000", MAO
- 2006 "Superficies", Museo de Arte Contemporáneo. Caracas, Venezuela • "Surfaces", CIFO: Cisneros Fontanals Art Foundation. Miami, USA
- 2010 "2iPM009", en el marco de "Complete Concrete", Haus konstruktiv. Zúrich, Suiza • Site specific 1i010, Residencia de la Emabajada de Francia. Caracas, Venezuela.
- 2011 "Mobile Geometry", Henrique Faría Fine Art. NY, USA • "2iPM009", Frost Museum. Florida International University, Florida, USA • "Objetos Movientes. Atmósferas - Estructuras - Tierras", Centro Cultural Chacao, Periférico Caracas / Arte Contemporáneo & FARIA+FABREGAS Galería. Caracas, Venezuela.
- 2012 "Grises: un proyecto de Magdalena Fernández", NC-Arte. Bogotá, Colombia • "2iPM009", MOLAA, Museum of Latin American Art. Long Beach, CA, USA.
- 2014 "Magdalena Fernández”, en el marco de “El dibujo fuera de Sí: Tríptico de Venezuela (1970- 2014)”, Instituto de Canarias Cabrera Pinto de La Laguna. Tenerife, España.
- 2016 "Magdalena Fernández", MOCA Pacific Design Center. Los Ángeles, USA.
- 2017 ""Magdalena Fernández - Estructuras Flexibles", Sicardi Gallery, Houston, TX, USA.

### Exposiciones colectivas
- 2016 "De lo espritual en el arte", Museo de Arte Moderno, Medellín, Colombia.
- "20 Bienal de Arte Paiz", Centro Histórico Ciudad de Guatemala. Guatemala 2015 "Contingent Beauty. Contemporary Art from Latin America", The Museum of Fine Arts. Houston, USA
- "Historias Locales Prácticas Globales" Encuentro Internacional de Arte de Medellín, Museo de Antioquia. Medellín, Colombia
- "Istambul Light Festival", Zorlu Center. Estambul, Turquía • "Monochrome Undone", SPACE, Irvine, CA.USA
- “Electroestética Ambiental.Ve”, Fundación Telefónica / Centro Cultural BOD. Caracas 2014 “Contra/señas de los 90”, Sala Mendoza. Caracas
- “Panorámica. Arte emergente en Venezuela 2000/ 2012”, Fundación telefónica / Sala TAC, Trasnocho Cultural. Caracas 2014 "Permission To Be Global /Prácticas Globales. Latin American Art from the Ella Fontanals-Cisneros Collection", Henry And Lois Foster Gallery. Boston, USA
- "Beyond the Supersquare", The Bronx Museum of the Arts. Bronx, NY, USA
- "Mundos Paralelos, Creaciones Independientes" – Arte Contemporáneo, Fundación D.O.P., Caracas, Venezuela, Sep.- Dic. 2013
- "Echos de la Nature", Annex 14. Zúrich, Suiza 2013 "Memorias de la Obsolenscencia. Selección de videos de la Colección Ella Fontanals-Cisneros", Centro de Arte Contemporáneo Wilfredo Lam. La Habana, Cuba 2012 "Diálogos Contemporáneos desde La Colección", Museo de Arte Contemporáneo. Caracas, Venezuela
- "Contaminados", Sala Mendoza. Caracas, Venezuela
- "Histórica: Memoria y territorio: Colección Mercantil", Espacio Mercantil. Caracas, Venezuela
- "Venezuela en Arts", Bienal de Marcigny. Marcigny, Francia
- "GEGO obra Abierta: Testimonios y Vigencia", Museo de Arte Contemporáneo. Caracas, Venezuela
- "Medios y Ambientes", Museo Universitario del Chopo. Ciudad de México, México 2011 "Moment", Doris McCarthy Gallery, University of Toronto Scarborough. Toronto, Canadá 2010 Bienal Internacional de Arte Contemporáneo ULA-2010
- La Nuit Blanche 2010, NMarino Galería. París, Francia
- "Venezuelan Pavilion", HotShoe Gallery. Londres, Inglaterra
- "Negativa Moderna", Henrique Faría Fine Art. Nueva York, USA
- "Neoplastic Room. Open Composition", Muzeum Sztuki w Lodzi. Lodz, Polonia 2009 X Bienal de Cuenca "Poéticas del agua". Cuenca, Ecuador
- "Mundos en proceso", 53.ª Bienal de Venecia, Pabellón de Venezuela
- "Steellife", Trienal de Milán, Studio Chiesa, Fundación Marcegaglia. Milán, Italia
- "Acciones Disolventes", Centro Cultural Chacao. Caracas, Venezuela
- "Space, Unlimited", Art Museum of the Americas. Washington D. C., USA 2008 "Intangible", ArtBo 2008. Bogotá, Colombia
- "El lienzo es la pantalla", Caixa Forum Palma. Palma de Mallorca, España 2007 "Double Perspective, Contemporary Art in Venezuela", Bolivar Hall; Maddox Arts. Londres, Inglaterra
- "El lienzo es la pantalla", Caixa Forum Barcelona. Barcelona, España
- "I Bienal del fin del mundo". Ushuaia, Argentina 2006 "Drawing papers" Analog Animation, The Drawing Center. New York, USA 2005 "13 instrumentos de dibujo", Fundación Corp Group. Caracas, Venezuela
- "Ingravidez", Museo Jacobo Borges. Caracas. Museo de Arte Contemporáneo del Zulia, Venezuela
- "Arte Contemporáneo Venezolano/1990-2004 en la Colección Cisneros", Museo de Arte Moderno de Bogotá, Colombia / Centro de Arte Lía Bermúdez. Maracaibo, Venezuela 2004 "Light and atmosphere", Miami Art Museum. Florida, USA
- "Arte Contemporáneo Venezolano/1990-2004 en la Colección Cisneros, Museo de Arte Moderno Jesús Soto. Ciudad Bolívar, Venezuela
- "Levitas", Galeria Disegno. Mantua, Italia 2002 "Geometría como vanguardia", Museo Alejandro Otero. Caracas, Venezuela
- "Paralelos, Arte brasilero de la segunda mitad del siglo XX en contexto Colección Cisneros", Museo de Arte Moderno de São Paulo / Museo de Arte Moderno de Río de Janeiro, Brasil 2001 "Instalación para Agape-Fuori Salone", Ex-acciaieria Riva. Milán, Italia
- "Cittá sottili. Luoghi e progetti di cartone", Chiostri di San Micheletto. Lucca Italia
- "IV Bienal Barro de América Roberto Guevara", Museo Alejandro Otero. Caracas Venezuela / Memorial de América Latina, São Paulo Brasil 2000 "L´ Art dans le Monde" Pont Alexandre III. París, Francia
- "Parque de la Amistad Israel-Iberoamerica". Natanya, Israel 1999 "56º Salón Arturo Michelena", Ateneo de Valencia. Valencia, Venezuela *- "Amérique Latine, Caraibes: une nouvelle génération d´Artistes", Passage de Retz. París, Francia
- "Public Art In Italia", Viafarini. Milán, Italia
- "VI Bienal de artes visuales Christian Dior", Fundación Corp Group. Caracas, Venezuela 1998 "De discretas autorías, Cuba y Venezuela: nuevas poéticas", Museo de Arte Mario Abreu. Maracay, Venezuela 1997 "La Invención de la continuidad", Galería de Arte Nacional. Caracas, Venezuela
- "I Bienal do MERCOSUL". Porto Alegre, Brasil 1996 "VIII Premio Mendoza", Sala Mendoza. Caracas, Venezuela
- "Alegorías al Jardín de las Delicias", Museo de Artes Visuales Alejandro Otero. Caracas, Venezuela

1995 "11 Artisti a Pépinieres", Openspace. Milán, Italia.

## Obras en espacios públicos
- 2008 "1eu008", Primera fase, estructura urbana. Plaza Alfredo Sadel. Caracas, Venezuela

## Colecciones
- Fundación de Museos Nacionales. Caracas, Venezuela
- Galería de Arte Nacional. Caracas, Venezuela
- Museo Alejando Otero. Caracas, Venezuela
- Fundación D.O.P., Caracas, Venezuela
- Colección Mercantil. Caracas, Venezuela
- Colección Cisneros. Caracas, Venezuela
- Municipio de Natanya, Israel
- Museo Soto. Ciudad Bolívar, Venezuela
- Cisneros Fontanals Art Foundation (CIFO). Miami, USA
- Miami Art Museum (MAM).Miami, USA
- Museo de Arte Moderno de Cuenca. Ecuador
- Colección Allegro. Caracas, Venezuela
- Centre d´Art Contemporain Frank Popper. Marcigny, Francia
- Colección D.O.P. París, Francia
- Museum Sztuki w Lodzi. Lodz, Polonia
- Museum of Fine Arts. Houston, USA
- Fundación Letty Coppel. México
- The Museum of Contemporary Art. Los Ángeles, USA
- Colección Alejandro González. México DF, México
- Colección Sayago & Pardon. Los Ángeles, USA

## Premios y agradecimientos
- 1992 Premio, "Man, Nature, Society", Moscú
- 1996 Premio Eugenio Mendoza, VIII Edición del Premio Eugenio Mendoza, Sala Mendoza
- 1998 Premio Arturo Michelena, LVI Salón Arturo Michelena
- 1999 Premio único, VI Bienal Christian Dior, Centro Cultural Corp Group, Caracas
- 2011 Premio AICA de la Asociación Internacional de Críticos de Arte, categoría Mejor Exposición
- 2009 Premio X Bienal de Cuenca "Poéticas del agua"
- Premio AICA de la Asociación Internacional de Críticos de Arte, categoría Proyección Internacional